# ستاری هروزنکوو
ستاری هروزنکوو (به چکی: Starý Hrozenkov) یک منطقهٔ مسکونی در جمهوری چک است که در ناحیه اوهرسکه هرادیشتی واقع شده‌است. ستاری هروزنکوو ۱۰٫۸۳ کیلومتر مربع مساحت و ۸۸۶ نفر جمعیت دارد و ۳۷۸ متر بالاتر از سطح دریا واقع شده‌است.